# Caccobius ivorensis
Caccobius ivorensis là một loài bọ cánh cứng trong họ Bọ hung (Scarabaeidae).